# 1833
| [ Edytuj tabelę ]                                   | |
| Król Polski (tytularny)                             | - 1831 Mikołaj I Romanow 1855 |
| Emir Afganistanu                                    | - 1818 Al-Rajuo Ballaha 1842 |
| Współksiążęta Andory                                | - 1827 Simó Rojas de Guardiola y Hortoneda 1851 - 1830 Ludwik Filip I 1848                                                          |
| Prezydent Argentyny                                 | - 1832 Juan Ramón Balcarce 1833 - 1833 Juan Jose Viamonte 1834                                                                      |
| Cesarz Austrii                                      | - 1804 Franciszek II Habsburg 1835                                                                                                  |
| Król Bawarii                                        | - 1825 Ludwik I 1848 |
| Król Belgów                                         | - 1831 Leopold I 1865 |
| Premier Belgii                                      | - 1832 Charles Rogier 1834 |
| Prezydent Boliwii                                   | - 1829 Andrés de Santa Cruz 1839 |
| Cesarz Brazylii                                     | - 1831 Pedro II 1889 |
| Sułtan Brunei                                       | - 1829 Omar Ali Saifuddin II 1852                                                                                                   |
| Prezydent Chile                                     | - 1831 José Joaquín Prieto 1841 |
| Cesarz Chin                                         | - 1820 Daoguang 1850 |
| Król Czech                                          | - 1792 Franciszek II Habsburg 1835                                                                                                  |
| Król Danii                                          | - 1808 Fryderyk VI 1839 |
| Dalajlama                                           | - 1816 Cultrim Gjaco 1837 |
| Władca Egiptu                                       | - 1805 Muhammad Ali 1848 |
| Prezydent Ekwadoru                                  | - 1830 Juan José Flores 1834 |
| Premier Francji                                     | - 1832 Nicolas Jean de Dieu Soult 1834                                                                                              |
| Król Francji                                        | - 1830 Ludwik Filip I 1848 |
| Król Grecji                                         | - 1831 Otton I 1862 |
| Prezydent Haiti                                     | - 1818 Jean-Pierre Boyer 1843 |
| Król Hawajów                                        | - 1824 Kamehameha III 1854 |
| Król Hiszpanii                                      | - 1813 Ferdynand VII 1833 - 1833 Izabela II 1868                                                                                    |
| Król Holandii                                       | - 1815 Wilhelm I 1840 |
| Szach Iranu                                         | - 1797 Fath Ali Szah 1834 |
| Państwo Wielkich Mogołów                            | - 1806 Akbar Szah II 1837 |
| Król Irlandii                                       | - 1830 Wilhelm IV Hanowerski 1837                                                                                                   |
| Cesarz Japonii                                      | - 1817 Ninkō 1846 |
| Kalif                                               | - 1808 Mahmud II 1839 |
| Prezydent Kolumbii                                  | - 1832 Francisco de Paula Santander 1837                                                                                            |
| Patriarcha Konstantynopola                          | - 1830 Konstancjusz I 1834 |
| Władca Korei                                        | - 1800 Sunjo 1834 |
| Emir Kuwejtu                                        | - 1814 Dżabir I 1859 |
| Książę Liechtensteinu                               | - 1805 Jan I 1836 |
| Wielki książę Luksemburga                           | - 1815 Wilhelm I 1840 |
| Sułtan Maroka                                       | - 1822 Abd ar-Rahman 1859 |
| Prezydent Meksyku                                   | - 1832 Manuel Gómez Pedraza 1833 - 1833 Valentín Gómez Farías 1833 - 1833 Antonio López de Santa Anna 1835                          |
| Książę Monako                                       | - 1819 Honoriusz V 1841 |
| Król Nepalu                                         | - 1816 Rajendra 1847 |
| Premier Nepalu                                      | - 1806 Bhimsen Thapa 1837 |
| Król Norwegii                                       | - 1818 Karol III Jan 1844 |
| Sułtan Omanu                                        | - 1807 Sa’id ibn Sultan 1856 |
| Papież                                              | - 1831 Grzegorz XVI 1846 |
| Konsul Paragwaju                                    | - 1814 José Gaspar Rodríguez de Francia 1840                                                                                        |
| Książę Parmy i Piacenzy                             | - 1814 Maria Ludwika 1847 |
| Prezydent Peru                                      | - 1829 Agustín Gamarra 1833 |
| Król Portugalii                                     | - 1828 Michał 1834 |
| Król Prus                                           | - 1797 Fryderyk Wilhelm III 1840 |
| Car Rosji                                           | - 1825 Mikołaj I 1855 |
| Król Saksonii                                       | - 1827 Antoni Wettyn 1836 |
| Kapitanowie Regenci San Marino                      | - 1832 Mariano Begni Giovanni Malpeli 1833 - 1833 Giuseppe Mercuri Filippo Filippi 1833 - 1833 Luigi Giannini Vincenzo Braschi 1834 |
| Książę Serbii                                       | - 1815 Miłosz I Obrenowić 1839 |
| Król Sardynii                                       | - 1831 Karol Albert 1849 |
| Król Szwecji                                        | - 1818 Karol XIV Jan 1844 |
| Król Tajlandii                                      | - 1824 Rama III 1851 |
| Sułtan Turków                                       | - 1808 Mahmud II 1839 |
| Prezydent Urugwaju                                  | - 1830 Fructuoso Rivera 1834 |
| Prezydent USA                                       | - 1829 Andrew Jackson 1837 |
| Prezydent Wenezueli                                 | - 1830 José Antonio Páez 1835 |
| Król Węgier                                         | - 1792 Franciszek 1835 |
| Monarcha Wielkiej Brytanii                          | - 1830 Wilhelm IV 1837 |
| Premier Wielkiej Brytanii                           | - 1830 Charles Grey 1834 |
| Cesarz Wietnamu                                     | - 1820 Minh Mạng 1841 |
| Prezydent Zjednoczonych Prowincji Ameryki Środkowej | - 1830 Francisco Morazán 1839 |

Rok 1833 / MDCCCXXXIII
stulecia: XVIII wiek ~
XIX wiek ~
XX wiek

dziesięciolecia:
1800–1809 •
1810–1819 •
1820–1829 •
1830–1839
• 1840–1849
• 1850–1859
• 1860–1869

lata: 1823 «
1828 «
1829 «
1830 «
1831 «
1832 «
1833
» 1834
» 1835
» 1836
» 1837
» 1838
» 1843

## Wydarzenia w Polsce
- 15 lutego – we Lwowie odbyła się premiera komedii Śluby panieńskie Aleksandra Fredry.
- 24 lutego – zainaugurował działalność Teatr Wielki w Warszawie. Na otwarcie Teatru Wielkiego wystawiono Cyrulika sewilskiego Gioacchina Rossiniego.
- Marzec – Partyzantka Zaliwskiego w Królestwie.
- 1 maja – ukonstytuowała się II Rada Stanu Królestwa Polskiego.
- 30 maja – ogłoszono nową konstytucję Wolnego Miasta Krakowa.
- 25 czerwca – spłonął zamek w Ełku.
- 5 listopada – na zjeździe w Rzepniowie ukonstytuował się formalnie nowy związek węglarski.

- Wprowadzenie stanu wojennego przez cara.
- Zgromadzenie Reprezentantów podjęło decyzje o wprowadzeniu do obiegu monety krajowej.

## Wydarzenia na świecie
- 1 stycznia – Wielka Brytania objęła zwierzchnictwo nad Falklandami.
- 21 stycznia – w Paryżu został utworzony Związek Jedności Narodowej z księciem Adamem Jerzym Czartoryskim na czele.
- 16 marca – w Teatro La Fenice w Wenecji odbyła się premiera opery Beatrycze z Tendy Vincenzo Belliniego.
- 3 kwietnia – we Frankfurcie nad Menem udaremniono próbę wzniecenia rewolucji w Związku Niemieckim.
- 29 kwietnia – założono Uniwersytet w Zurychu.
- 3 maja – w Londynie założono Królewskie Towarzystwo Entomologiczne.
- 6 maja – prezydent USA Andrew Jackson został uderzony przez osobnika, który wtargnął do jego kabiny podczas rejsu parowcem po rzece Potomak.
- 13 maja – w Londynie odbyła się prapremiera Symfonii Włoskiej autorstwa Feliksa Mendelssohna.
- 16 maja – generał Antonio López de Santa Anna został po raz pierwszy prezydentem Meksyku.
- 25 maja – uchwalono konstytucję Chile.
- 9 czerwca – Dubaj uzyskał prawa miejskie.
- 24 czerwca – polscy zesłańcy syberyjscy zawiązali tzw. spisek omski.
- 12 sierpnia – oficjalnie założono miasto Chicago.
- 29 sierpnia – w Wielkiej Brytanii uchwalono ustawę znoszącą niewolnictwo.
- 19 września – Austria i Rosja podpisały konwencję z Münchengrätz, w której zobowiązały się do przeciwdziałania naruszaniu suwerenności Turcji i do wspólnych akcji przeciw buntom w prowincjach polskich (przystąpiły do niej także Prusy).

- Wielka Brytania: zakazano zatrudniać dzieci poniżej 10 roku życia.
- Założono pierwszą gazetę codzienną w Nowym Jorku - Sun.

## Urodzili się
- 7 stycznia – Józef Manyanet i Vives, hiszpański duchowny katolicki, święty (zm. 1901)
- 10 stycznia – August Robert Wolff, polski księgarz i wydawca prasy oraz książek (zm. 1910)
- 28 stycznia – Charles Gordon, angielski generał (zm. 1885)
- 30 stycznia – Zygmunt Wielopolski, polski polityk, prezydent Warszawy (zm. 1902)
- 12 lutego – Aleksander Czekanowski, polski podróżnik i geolog, badacz Syberii Środkowej (zm. 1876)
- 19 lutego – Maria od Apostołów Wüllenweber, niemiecka zakonnica, błogosławiona katolicka (zm. 1907)
- 4 marca - Aleksander Gryglewski, polski malarz (zm. 1879)
- 10 marca – Klemens Marchisio, włoski ksiądz, błogosławiony katolicki (zm. 1903)
- 17 marca - Karol Majewski, polski polityk, członek Rządu Narodowego podczas powstania styczniowego (zm. 1897)
- 4 kwietnia - Oswald Kerner, niemiecki polityk, burmistrz Katowic (zm. 1873)
- 30 kwietnia – Benedykt Dybowski, polski lekarz, zoolog, społecznik i działacz niepodległościowy (zm. 1930)
- 5 maja – Ferdinand von Richthofen, niemiecki geolog i geograf (zm. 1905)
- 7 maja – Johannes Brahms, kompozytor niemiecki (zm. 1897)
- 9 maja
  - Bolesław Dembiński, polski kompozytor, organista, dyrygent, działacz towarzystw śpiewaczych (zm. 1914)
  - John Rhoderic McPherson, amerykański przedsiębiorca, polityk, senator ze stanu New Jersey (zm. 1897)
- 14 maja - James Donald Cameron, amerykański polityk, senator ze stanu Pensylwania (zm. 1918)
- 17 czerwca – Cyriak Maria Sancha y Hervás, prymas Hiszpanii, błogosławiony katolicki (zm. 1909)
- 25 sierpnia - Izrael Poznański, polski przemysłowiec pochodzenia żydowskiego (zm. 1900)
- 8 września – Adrian Mikołaj Głębocki, artysta malarz, rysownik, litograf, pedagog (zm. 1905)
- 13 września - Helena Załuska, polska posiadaczka ziemska (zm. 1892)
- 17 września – Heinrich Buz, niemiecki inżynier i konstruktor, twórca potęgi zakładów MAN w Augsburgu (zm. 1918)
- 21 października – Alfred Nobel, szwedzki chemik, wynalazca i filantrop, fundator corocznych nagród (Nagroda Nobla) (zm. 1896)
- 29 października – Celina Chludzińska Borzęcka, polska zakonnica, współzałożycielka zmartwychwstanek (zm. 1913)
- 8 listopada - Alice Bunker Stockham, amerykańska ginekolog (zm. 1912)
- 13 grudnia – Grzegorz Grassi, włoski franciszkanin, misjonarz, biskup, męczennik, święty katolicki (zm. 1900)

## Zmarli
- 10 stycznia – Adrien-Marie Legendre, matematyk francuski (ur. 1752)
- 23 stycznia – Edward Pellew, brytyjski oficer Royal Navy (ur. 1757)
- 22 kwietnia – Richard Trevithick, brytyjski inżynier i wynalazca, mechanik i konstruktor, pionier kolei (ur. 1771)
- 5 lipca – Joseph Nicéphore Niépce, francuski fizyk, współwynalazca dagerotypii (ur. 1765)
- 26 lipca – Bartłomieja Capitanio, współzałożycielka Suore di Maria Bambina, święta katolicka (ur. 1807

- 22 sierpnia - Ludwik Wilhelm Pusch, śląsko-niemiecki architekt związany z pszczyńskim państwem stanowym (ur. 1779)
- 20 września – Stefan Garczyński, polski poeta, powstaniec listopadowy (ur. 1805)
- 11 października – Piotr Lê Tuỳ, wietnamski ksiądz, męczennik, święty katolicki (ur. ok. 1773)
- 17 października – Franciszek Gagelin, francuski misjonarz, męczennik, święty katolicki (ur. 1799)
- 23 października – Paweł Tống Viết Bường, wietnamski męczennik, święty katolicki (ur. 1773)

## Święta ruchome
- Tłusty czwartek: 14 lutego
- Ostatki: 19 lutego
- Popielec: 20 lutego
- Niedziela Palmowa: 31 marca
- Wielki Czwartek: 4 kwietnia
- Wielki Piątek: 5 kwietnia
- Wielka Sobota: 6 kwietnia
- Wielkanoc: 7 kwietnia
- Poniedziałek Wielkanocny: 8 kwietnia
- Wniebowstąpienie Pańskie: 16 maja
- Zesłanie Ducha Świętego: 26 maja
- Boże Ciało: 6 czerwca